# Contea di Northampton (Carolina del Nord)
La contea di Northampton in inglese Northampton County è una contea dello Stato della Carolina del Nord, negli Stati Uniti. La popolazione al censimento del 2000 era di 22 086 abitanti. Il capoluogo di contea è Jackson.